# SEAT Bocanegra
El SEAT Bocanegra es un automóvil del fabricante español SEAT. Fue presentado como prototipo al público en el Salón del Automóvil de Ginebra de 2008. 
El SEAT Bocanegra es un tres puertas perteneciente al segmento B, diseñado por el antiguo diseñador de Lamborghini, Luc Donckerwolke. 
Presenta una imagen agresiva con todo el frontal delantero cubierto de plástico negro, de ahí su nombre. Se basa en el modelo de los años 1970 de la misma compañía, el SEAT 1200 Sport (conocido también por Bocanegra). 
El automóvil incorpora un motor de gasolina 1.4 TSI integrándose a su arquitectura un sobrealimentador y turbocompresor (twincharger) ofreciendo 180 CV (125 kW) de potencia en la versión Cupra y 150 CV en la versión FR. Además, por primera vez en un modelo de SEAT, dispone de cambio de siete marchas (DSG). Este prototipo es una muestra de la cuarta generación del SEAT Ibiza, presentado en mayo de 2008 en el Salón del Automóvil de Madrid. En el Salón del Automóvil de Barcelona de 2009 fue presentada la versión comercial del Bocanegra.